# Iugoslavia

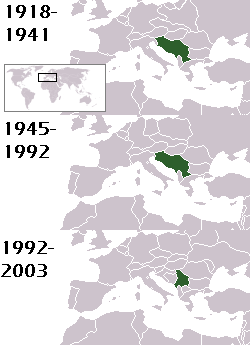
Localizarea generală a entităților politice cunoscute sub numele de Iugoslavia. Granițele exacte s-au schimbat pe parcursul anilor.

Iugoslavia (bosniacă, croată, macedoneană, muntenegreană, sârbă, sârbo-croată sau croato-sârbă, slovenă: Jugoslavija; chirilice: Југославија; literalmente în română: "Slavia de Sud" sau "Țara slavilor de sud") este un termen care descrie trei entități politice care au existat succesiv, în peninsula Balcanică, din Europa, în cea mai mare parte a secolului XX.
Prima entitate cunoscută sub acest nume a fost Regatul Iugoslaviei, care, înainte de 3 octombrie 1929 a fost cunoscut sub numele de Regatul sârbilor, croaților, și slovenilor. 	
A fost înființat la 1 decembrie 1918, prin unirea Statului slovenilor, croaților și sârbilor și a Regatului Serbiei (la care Regatul Muntenegrului fusese anexat la 13 noiembrie 1918). La 13 iulie 1922, Conferința ambasadorilor de la Paris a recunoscut oficial unirea). Regatul Iugoslaviei a fost invadat de Puterile Axei în 1941 și, din cauza evenimentelor care au urmat, a fost oficial abolit în 1943 și 1945.
A doua entitate cunoscută cu acest nume a fost Federația Democrată a Iugoslaviei, care a fost proclamată în 1943, de mișcarea de rezistență a partizanilor iugoslavi în Al Doilea Război Mondial. Ulterior, a fost redenumită Republica Populară Federativă Iugoslavia, în 1946, când a fost instaurat un guvern comunist. În 1963 a fost iarăși redenumită în Republica Socialistă Federativă Iugoslavia (R.S.F. Iugoslavia). Acesta a fost cel mai mare stat iugoslav, deoarece Istria și Rijeka au fost incluse în noua Iugoslavie la sfârșitul celui de-al Doilea Război Mondial.
Cele opt elemente constitutive care formau federația erau șase republici socialiste: Bosnia și Herțegovina, Croația, Macedonia, Muntenegru, Slovenia, Serbia și două provincii socialiste autonome (Kosovo și Voivodina), incluse în Republica Socialistă Serbia. După 1974, aceste două provincii autonome au devenit, de asemenea, membri egali în federației. Începând cu 1991, R.S.F. Iugoslavia s-a dezintegrat în războaiele iugoslave, urmate de secesiunea entităților constituente ale statului federal.
Ultima entitate cunoscută cu acest nume a fost Republica Federală Iugoslavia, înființată la data de 27 martie 1992. Aceasta a fost o federație constituită din două republici non-secesioniste rămase: Muntenegru și Serbia (incluzând provinciile autonome Voivodina și Kosovo). În 4 martie 2003, a fost redenumită în Uniunea Statală a Serbiei și Muntenegrului, iar numele „Iugoslavia” a fost desființat oficial. La 3 iunie, respectiv 5 iunie 2006, Muntenegru și Serbia și-au declarat independența, astfel sfârșindu-se statul iugoslav. Kosovo este, însă, în continuare, subiect de dispută  teritorială între Republica Serbia și auto-proclamata Republica Kosovo. Kosovo și-a declarat independența la 17 februarie 2008, în timp ce Serbia pretinde că este parte a propriului teritoriu suveran. Kosovo a fost recunoscut de 71 din cele 192 state membre ale Națiunilor Unite. Ultima țară având în denumirea sa termenul Iugoslavia a fost Fosta Republică Iugoslavă a Macedoniei, care și-a schimbat numele în Republica Macedonia De Nord pe 12 februarie 2019.

## Fondarea statului
Iugoslavia a fost un concept statal vehiculat în rândurile intelectualității slave de sud, apărut spre sfârșitul secolului al XVII-lea și accentuat în secolul al XIX-lea în cadrul Mișcării ilirice, care a culminat cu realizarea idealului, în 1918, odată cu dezintegrarea Imperiului Austro-Ungar multinațional, la sfârșitul Primului Război Mondial, și formarea Regatului sârbilor, croaților și slovenilor. Regatul a fost, însă, mai bine cunoscut, colocvial și chiar pe hărți, sub numele de Iugoslavia (sau Jugo-slavia în restul Europei); în 1929 a fost redenumit oficial „Regatul Iugoslaviei”.

## Regatul Iugoslaviei

Drapel

Stema

### Perioada regelui Alexandru
Regele Alexandru I a interzis, în 1929, partidele naționale politice, a preluat puterea executivă și a redenumit țara în Regatul Iugoslaviei. El spera să reducă astfel tendințele separatiste și să atenueze pasiunile naționaliste. Totuși, politica lui Alexandru a întâmpinat, mai târziu, opoziția unor puteri europene, ca Italia și Germania, în care fasciștii și naziștii au ajuns la putere, și Uniunea Sovietică, în care Stalin a devenit președinte absolut. Niciunul din aceste trei regimuri nu a favorizat politica internă urmărită de Alexandru I. De fapt, Italia și Germania urmăreau să revizuiască tratatele internaționale semnate după Primul Război Mondial, iar sovieticii erau determinați să își recâștige pozițiile în Europa și să exercite o politică internațională mai activă.
Alexandru a încercat să creeze o Iugoslavie centralizată. El a decis să elimine regiunile istorice ale Iugoslaviei, și să traseze noi granițe interne pentru provincii (banovine), care au fost numite după numele râurilor. Mulți politicieni au fost închiși sau ținuți sub supraveghere fermă de poliție. Efectul dictaturii lui Alexandru a fost continuarea alienării non-sârbilor de la ideea de unitate. În timpul domniei sale steagurile națiunilor iugoslave au fost interzise. De asemenea, ideile comuniste au fost și ele interzise.
Regele a fost asasinat la Marsilia, în timpul unei vizite oficiale în Franța, în 1934, de către Vlado Chernozemski, un trăgător cu experiență din Organizația Revoluționară Internă Macedoneană a lui Ivan Mihailov, în cooperare cu Ustașii, o organizație croată revoluționară. Alexandru a fost succedat de Petru al II-lea, fiul său de unsprezece ani, și un consiliu de regență condus de vărul său Prințul Paul al Iugoslaviei.

### Iugoslavia în anii 1930
Scena politică internațională spre sfârșitul anilor 1930, a fost marcată de creșterea intoleranței dintre figurile principale, de atitudinea agresivă a regimurilor totalitare și de certitudinea că ordinea internațională instaurată după Primul Război Mondial își pierdea fortificația, iar sponsorii acesteia își pierdeau puterea. Susținuți și presați de Italia fascistă și Germania nazistă, liderul croat Vladko Maček și partidul său care au reușit crearea Banatului Croației (regiune autonomă cu o auto-guvernare internă semnificativă) în 1933. Acordul specifica faptul că Croația va rămâne parte din Iugoslavia, dar s-a construit rapid ca o identitate politică independentă în relațiile internaționale. Întregul regat urma să fie federalizat, dar izbucnirea celui de-al Doilea Război Mondial a împiedicat realizarea acestor planuri.
Prințul Paul s-a supus presiunii fasciste și a semnat Pactul Tripartit de la Viena  (25 martie 1941), în speranța ca va ține Iugoslavia departe de război. Dar acesta a fost la nivelul cheltuielilor de sprijin popular pentru regența lui Paul. Ofițerii cu funcții înalte în armata iugoslavă au fost, de asemenea, împotrivit tratatului și, în consecință, atunci când regele a revenit în țară (la 27 martie), au inițiat o lovitură de stat, în urma căreia, generalul Dušan Simović a pus mâna pe putere și a arestat delegația de la Viena, iar prințul Paul a fost exilat, concomitent, oferindu-i-se regelui Petru, la vârsta de 17 ani, puteri depline, punându-se, astfel, capăt regenței. Văzându-și amenințate planurile de expansiune în Balcani, Hitler a decis atacarea Iugoslaviei, la 6 aprilie 1941, iar, mai târziu, invadarea Greciei, țară care, anterior, în 1940, reușise să respingă și să pună pe fugă armata Italiei mussoliniene.

## Iugoslavia în Al Doilea Război Mondial

### Invadarea Iugoslaviei

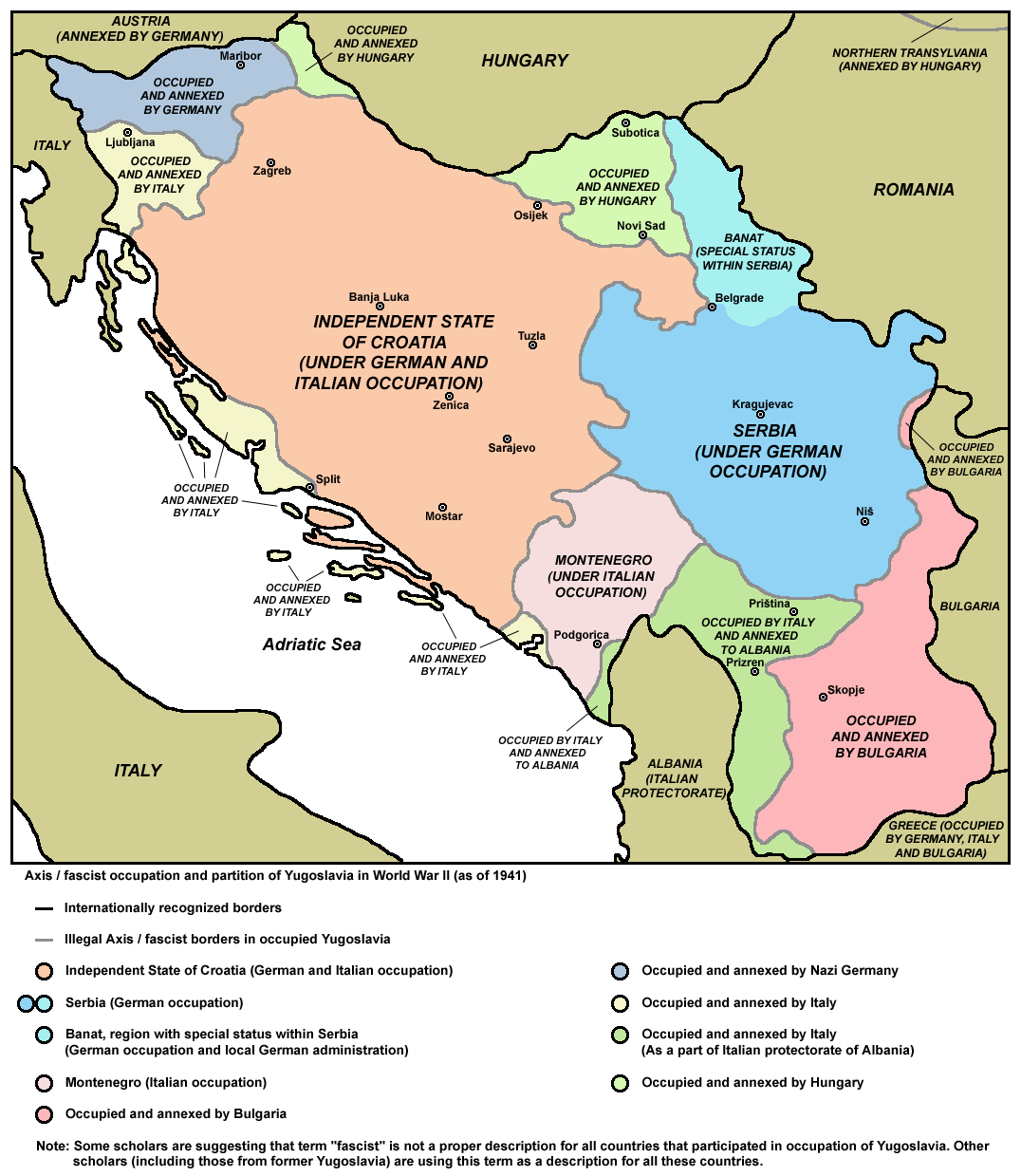

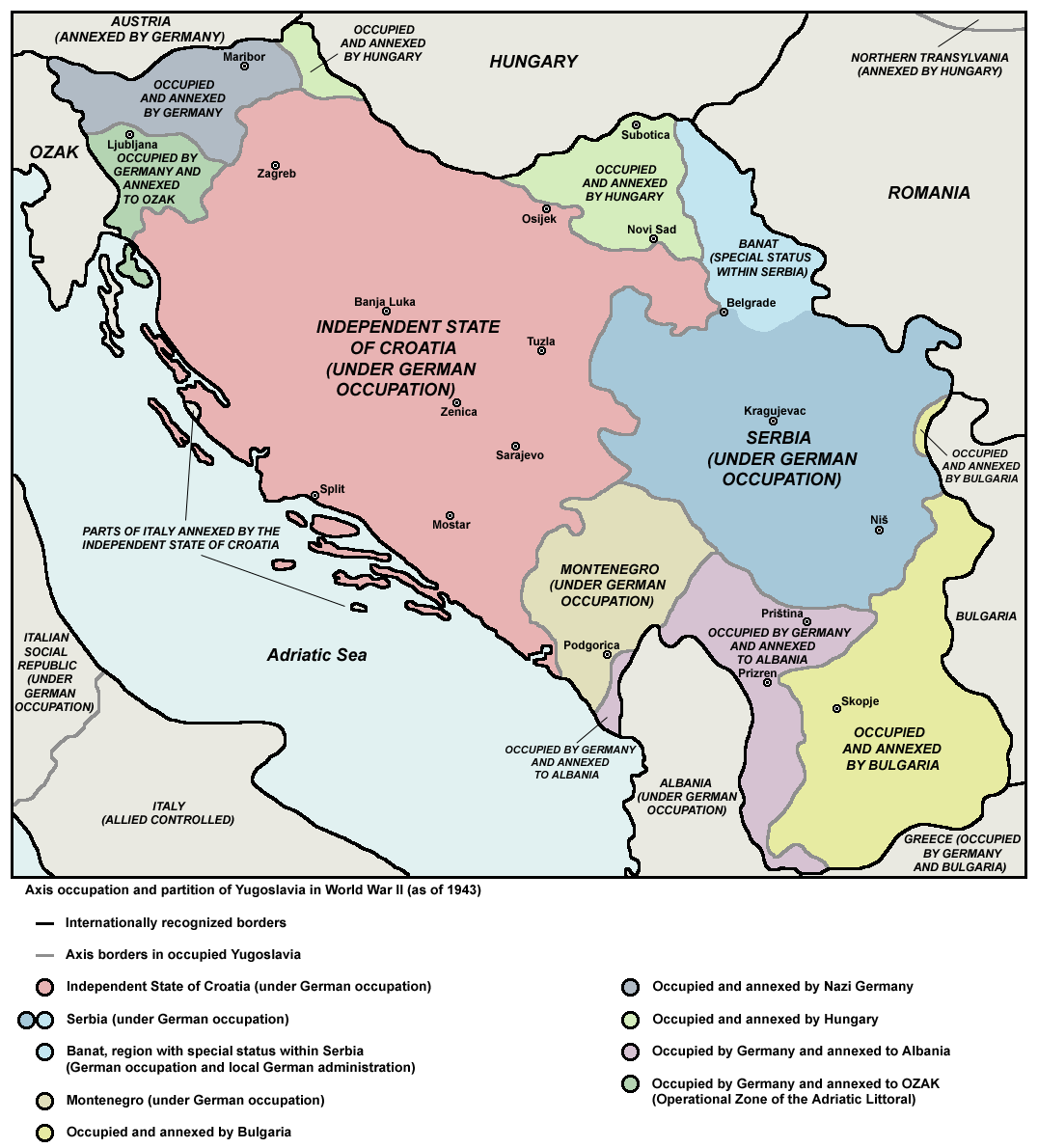

Pe 6 aprilie 1941, la ora 5:12 A.M., forțele maghiare, italiene și germane au atacat Iugoslavia. Forțele aeriene germane (Luftwaffe) au bombardat orașele mari, printre care și capitala Belgrad. Reprezentanții diferitelor regiuni ale Iugoslaviei au semnat, în 17 aprilie,  la Belgrad, un armistițiu cu Germania care a pus capăt rezistenței de unsprezece zile împotriva invadării armatei germane (Wehrmacht Heer). Peste trei sute de mii de soldați și ofițeri iugoslavi au fost luați prizonieri.
Puterile Axei au ocupat Iugoslavia și au împărțit-o. Statul Independent al Croației a fost înființat ca un stat nazist, condus de Ante Pavelič, șeful miliției fasciste, cunoscută cu numele Ustași (mișcare care a fost înființată în 1929, activitățile acesteia fiind, însă, relativ limitate până în 1941). Trupele germane au ocupat Bosnia și Herțegovina, precum și anumite părți din Serbia și Slovenia, în timp celelalte părți din țară erau ocupate de Bulgaria, Ungaria și Italia. În timpul existenței sale, Statul Independent al Croației a creat lagăre de concentrare pentru anti-fasciști, comuniști, sârbi, romi, evrei și croați care se opuneau ideologiei.

### Războiul de eliberare națională a Iugoslaviei
Încă de la începutul ocupației, forțele de rezistență au fost formate din două facțiuni: una condusă de comuniști – partizanii iugoslavi – și a doua a regaliștilor naționaliști – mișcarea cetnicilor. Partizanii iugoslavi pro comuniști au beneficiat de recunoașterea tuturor Aliaților doar după Conferința de la Teheran din 1943, după ce gradul de colaborare a cetnicilor cu ocupantul german a crescut treptat.
Partizanii au inițiat o campanie de gherilă, ce a fost dezvoltată, ulterior, în armată de rezistență contra ocupantului nazist al Europei Centrale și Occidentale. Inițial, cetnicii erau susținuți de guvernul regal exilat, precum și Aliați, însă imediat s-au axat pe combaterea partizanilor, în timp ce colaborau cu forțele ocupate către o extindere mai mare. Până la sfârșitul războiului, mișcarea cetnicilor se transformase într-o miliție sârbă naționalistă colaboraționistă, complet dependentă de puterile Axei, în timp ce grupurile de partizani din munți, conduși de comunistul  Iosip Broz Tito și-au continuat războiul de gherilă cu succes enorm. Victoriile cele mai cunoscute împotriva forțelor ocupante au fost bătăliile de la Neretva și Sutjeska.
La 25 noiembrie 1942, Consiliul Antifascist de Eliberare Națională a Iugoslaviei (Antifašističko vijeće narodnog oslobođenja Jugoslavije) a fost convocat în Bosnia și Herțegovina la Bihać. Consiliul a fost din nou convocat, în 25 noiembrie 1943, tot în Bosnia și Herțegovina, la Jajce, și a stabilit baza de organizare postbelică a țării, de instituire a unei federații (această dată a fost sărbătorită ca Ziua Republicii după război).
Partizanii iugoslavi au fost capabili să scoată puterile Axei din Serbia, în 1944, și din restul Iugoslaviei, în 1945. În cursul primilor ani de război, Armata Roșie, spre deosebire de anglo-americani, putuse oferi puțină asistență militară, cu excepția eliberării  Belgradului,  în 20 octombrie 1944, iar retragerea ei s-a încheiat imediat după sfârșitul războiului. În mai 1945, partizanii s-au întâlnit cu forțele aliate în afara granițelor fostei Iugoslavii, după ce au cucerit Trieste și alte părți din provinciile austriece din sud, Stiria și Carintia. Cu toate acestea, partizanii s-au retras de la Trieste, în iunie al aceluiași an.
Încercările occidentale de reunire a partizanilor, care negau supremația vechiul guvern al Regatului Iugoslavia, și emigrarea loialilor regelui au dus la Acordul Tito-Šubašić, în iunie 1944. Cu toate acestea, mareșalul Iosip Broz Tito era văzut de cetățeni ca un erou național, și a fost ales în urma unui referendum să conducă noul stat comunist independent, în calitate de prim-ministru. Estimările iugoslave oficiale postbelice privind pierderile umane ale Iugoslaviei în cel de-al Doilea Război Mondial se ridică la 1.704.000 de victime. După recorelarea datelor, în 1980, de către istoricii Vladimir Žerjavić și Bogoljub Kočović s-a dezvăluit că numărul real de morți a fost de circa 1 milion.

## Republica Socialistă Federativă Iugoslavia

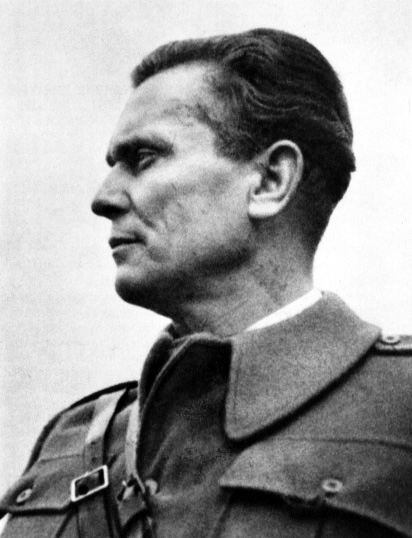
Mareșalul Iosip Broz Tito

Drapel
Stema

Pe 31 ianuarie 1946, noua constituție a Republicii Populare Federative Iugoslavia, după modelul Uniunii Sovietice, au stabilit șase republici populare, o provincie autonomă și un district autonom, care făceau parte din R.S. Serbia. Capitala federației a fost Belgradul. Republicile și provinciile au fost (în ordine alfabetică): 
| Nume | Capitala                  | Drapel                                               | Stemă                                             | Harta |
| --- | ------------------------- | ---------------------------------------------------- | ------------------------------------------------- | --- |
| Republica Socialistă Bosnia și Herțegovina                                                                       | Sarajevo                  | Drapelul Republicii Socialiste Bosnia și Herțegovina | Stema Republicii Socialiste Bosnia și Herțegovina | RS Slovenia RS Croația RS Bosnia și · Herțegovina RS · Muntenegru RS Macedonia RS Serbia PAS · Voivodina PAS · Kosovo |
| Republica Socialistă Croația                                                                                     | Zagreb                    | Drapelul Republicii Socialiste Croația               | Stema Republicii Socialiste Croația               | RS Slovenia RS Croația RS Bosnia și · Herțegovina RS · Muntenegru RS Macedonia RS Serbia PAS · Voivodina PAS · Kosovo |
| Republica Socialistă Macedonia                                                                                   | Skopje                    | Drapelul Republicii Socialiste Macedonia             | Stema Republicii Socialiste Macedonia             | RS Slovenia RS Croația RS Bosnia și · Herțegovina RS · Muntenegru RS Macedonia RS Serbia PAS · Voivodina PAS · Kosovo |
| Republica Socialistă Muntenegru                                                                                  | Titograd*                 | Drapelul Republicii Socialiste Muntenegru            | Stema Republicii Socialiste Muntenegru            | RS Slovenia RS Croația RS Bosnia și · Herțegovina RS · Muntenegru RS Macedonia RS Serbia PAS · Voivodina PAS · Kosovo |
| Republica Socialistă Serbia 5a. Provincia Socialistă Autonomă Kosovo 5b. Provincia Socialistă Autonomă Voivodina | Belgrad Priștina Novi Sad | Drapelul Republicii Socialiste Serbia                | Stema Republicii Socialiste Serbia                | RS Slovenia RS Croația RS Bosnia și · Herțegovina RS · Muntenegru RS Macedonia RS Serbia PAS · Voivodina PAS · Kosovo |
| Republica Socialistă Slovenia                                                                                    | Ljubljana                 | Drapelul Republicii Socialiste Slovenia              | Stema Republicii Socialiste Slovenia              | RS Slovenia RS Croația RS Bosnia și · Herțegovina RS · Muntenegru RS Macedonia RS Serbia PAS · Voivodina PAS · Kosovo |

* actualmente Podgorica.
În 1947, negocierile dintre Iugoslavia și Bulgaria au fost conduse și finalizate cu Acordul Bled. Scopul negocierilor a fost unificarea Bulgariei cu Iugoslavia sau o nouă uniune dintre două țări independente. Acest acord nu s-a mai realizat după intervenția lui Stalin.
Iugoslavia a rezolvat problema națională - adică raporturile dintre națiuni și naționalități (minorități naționale) - într-un mod exemplar, în sensul că toate națiunile și naționalitățile componente au aceleași drepturi, dreptul de a utiliza propriile drapele, suprapuse cu o steluță roșie în centru sau în canton.
În 1974, celor două provincii Voivodina și Kosovo-Metohia (celei din urmă i s-a conferit statutul de provincie), precum și republicilor Bosnia și Herțegovina și Muntenegru li s-au acordat o autonomie mai mare până la punctul în care limba albaneză și limba maghiară au fost recunoscute ca limbi ale minorităților naționale din regiunile istorice în care locuiau, iar sârbo-croata din Bosnia și Muntenegru a fost modificată pentru a forma o limbă uzuală a localnicilor, ușor diferită de cea standard de la Zagreb și Belgrad. În Slovenia, erau recunoscute minoritățile maghiare și italiene.
Voivodina și Kosovo-Metohia au format o parte din Republica Serbiei, însă aceste provincii au format, de asemenea, o parte din federație, care a dus la situația unică și anume că Serbia Centrală nu avea propriii săi reprezentanți în instituțiile centrale ale federației, în timp ce  provinciile sale erau reprezentate în aceste instituții. Țara s-a îndepărtat de sovietici în 1948 și a început să-și construiască propria cale socialistă, sub conducerea politică a lui Iosip Broz Tito. Țara a criticat atât națiunile NATO, cât și cele ale Blocului răsăritean, și, împreună cu alte state, a pornit, în 1961, Mișcarea de Nealiniere, care a rămas afilierea oficială a țării până la destrămarea acesteia.

### Demografie

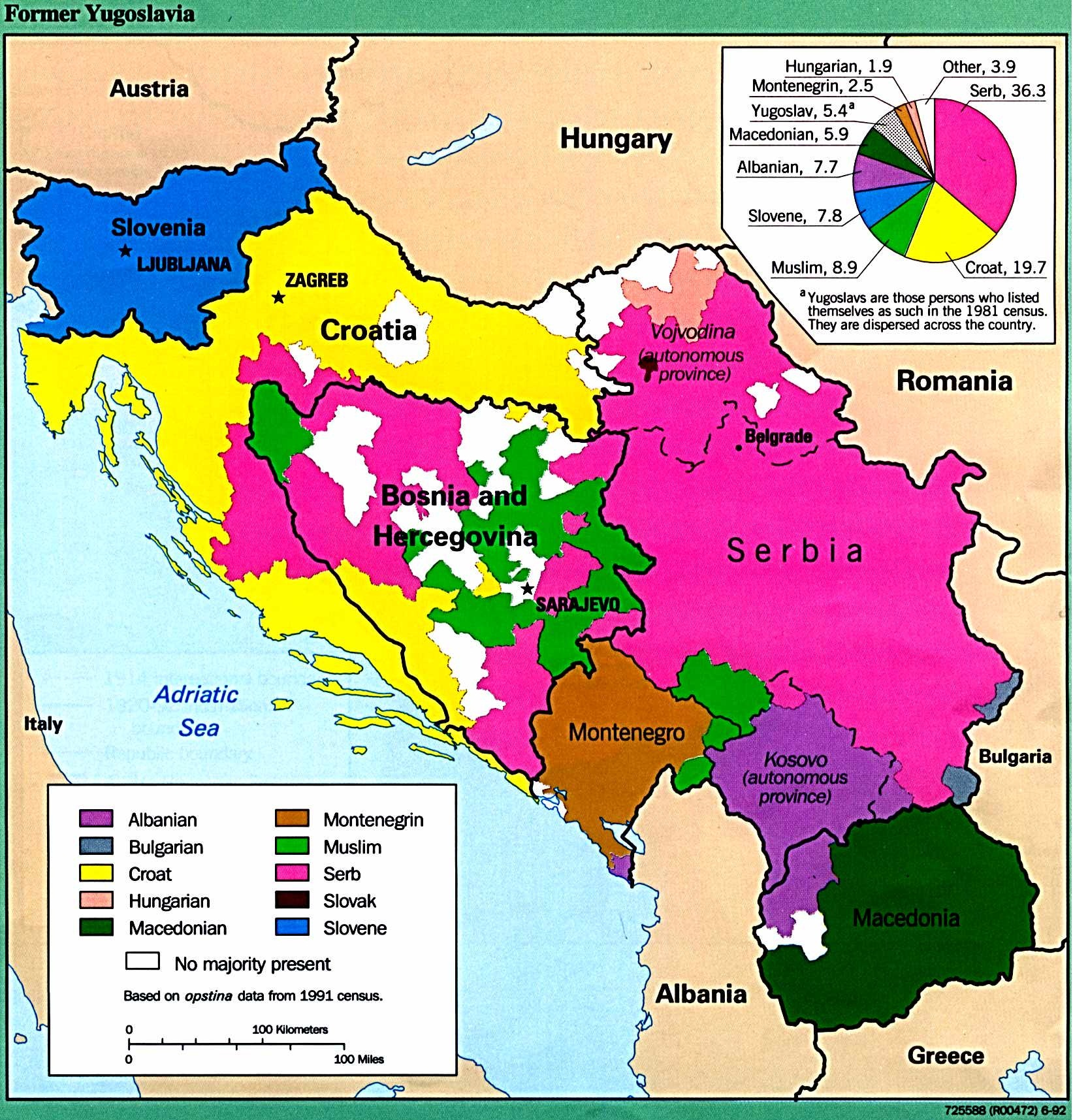
Harta etnică a Iugoslaviei

Iugoslavia a fost mereu o casă pentru o populație foarte diversă (adevărat mozaic), nu numai în termeni de afiliere națională, cât și  religioasă (mai multe religii: islam, catolicism, iudaism și protestantism, precum și diferitele rituri ortodoxe alcătuiau confesiunile Iugoslaviei). Demografiile religioase ale Iugoslaviei s-au schimbat drastic după sfârșitul celui de-al Doilea Război Mondial. Un recensământ care a avut loc în 1921, iar mai târziu, în 1948, a arătat că 99% din populație era foarte implicată cu practicile și religiile lor. Cu programele postbelice ale guvernului de modernizare și urbanizare, procentul credincioșilor s-a micșorat brusc. Legăturile dintre credințele religioase și naționalitatea au reprezentat o gravă amenințare la politica postbelică a guvernului comunist cu privire la structura statului și unitatea națională. După instaurarea comunismului, un sondaj de opinie luat în 1964 a arătat că doar puțin peste 70% din populația totală a Iugoslaviei se consideră a fi credincioși religioși. Locurile cu concentrație mare de religii erau Kosovo cu 91% și Bosnia și Herțegovina cu 83.8%. Locurile cu o concentrație scăzută de religii erau Slovenia 65.4%, Serbia cu 63.7%, și Croația cu 63.6%. Diferențele religioase dintre sârbii creștini ortodocși, croații catolici, bosniacii musulmani și ascensiunea naționalismului au contribuit la căderea Iugoslaviei în 1991 .

### Guvernul
La 7 aprilie 1963, statul și-a schimbat denumirea oficială în Republica Socialistă Federativă Iugoslavia, iar Tito a fost ales președinte pe viață. În R.S.F. Iugoslavia, fiecare republică și provincie avea propria constituție, curte supremă, parlament, președinte și prim-ministru. În fruntea guvernului iugoslav, erau președintele (Tito), prim-ministrul federației, și parlamentul federației (un colectiv al președinției s-a format după decesul lui Tito în 1980). De asemenea, erau importanți și secretarii generali ai Ligii Comuniștilor din Iugoslavia pentru fiecare republică și provincie și secretarul general al Comitetului Central al Ligii Comuniștilor din Iugoslavia.
Iosip Broz Tito a fost persoana cea mai puternică din federație, urmat de președinții și premierii provinciilor și ai republicilor, și președinții Partidului Comunist. O mare varietate de oameni au suferit datorită căderii lor în dizgrație. Slobodan Penezić Krcun, șef al poliției secrete a lui Tito din Serbia, a căzut victimă într-un accident dubios de trafic, după ce a început să se plângă de politica lui Tito. Ministrul de Interne Aleksandar Ranković și-a pierdut toate titlurile și drepturile, după o mare neînțelegere cu Tito, în ceea ce privește politica de stat. Uneori, miniștrii din guvern, precum Edvard Kardelj sau Stane Dolanc erau mult mai importanți decât prim-ministrul.
Suprimarea identităților naționale a culminat cu așa numită „Primăvara Croată” din 1970-1971, când studenții de la Zagreb au organizat manifestații pentru libertăți cetățenești mai mari, și pentru o autonomie mai mare a Croației. Protestul public a fost înăbușit de regim, care a încarcerat liderii protestelor, însă mulți reprezentanți cheie croați din partid au sprijinit din umbră această cauză, și astfel o nouă constituție a fost aprobată în 1974, care prevedea mai multe drepturi pentru fiecare republică din Iugoslavia și provinciile Serbiei.

### Crizele economice și tensiunile etnice
După sfârșitul celui de-al Doilea Război Mondial, Iugoslavia a fost, în multe privințe, un model pentru modul de a construi un stat multinațional. Federația a fost construită împotriva unui fundal dublu: un război inter-iugoslav, care a fost dominat de clasa de guvernământ sârbă; și o diviziune pe timp de război a țării, când Italia fascistă și Germania nazistă au dezintegrat statul și au sprijinit grupul naționalist croat numit ustași, care comiteau genociduri împotriva sârbilor. Un grup mic de naționaliști bosniaci s-au alăturat forțelor Axei și au atacat sârbii, în timp ce naționaliștii extremiști sârbi s-au implicat în atacuri asupra bosniacilor și croaților.
Violențele etnice s-au încheiat doar când partizanii iugoslavi au recâștigat țara la sfârșitul războiului, iar naționalismul promovat în public a fost interzis. Peste tot, pacea a fost menținută numai sub conducerea lui Tito, deși au avut loc proteste naționaliste, dar de obicei acestea au fost reprimate și liderii naționaliști au fost arestați iar unii dintre ei au fost executați de oficialii iugoslavi. Cu toate acestea, în Croația a avut loc un protest în anii 1970, numit „Primăvara Croată” ce a fost susținută de numeroși cetățeni croați, care susțineau că Iugoslavia a rămas o hegemonie sârbă și au cerut ca puterea Serbiei să fie redusă.
Tito, care se născuse în Croația, era îngrijorat de stabilitatea țării și a răspuns într-un mod de a calma sârbii și croații, prin ordinul de arestare a protestatarilor croați, dar, în același timp, le-a îndeplinit câteva din cererile lor. În 1974, influența Serbiei asupra țării fusese redusă semnificativ, întrucât au fost create două provincii autonome: Kosovo (pentru populația majoritar albaneză) și Voivodina - pentru populația mixtă din nordul Serbiei  (sârbi, maghiari, croați, slovaci, români și ruteni). 
Aceste provincii autonome dețineau aceleași puteri de vot precum republicile, însă, spre deosebire de republici, acestea nu se puteau separa legal de Iugoslavia. Această concesiune a mulțumit Croația și Slovenia, dar în Serbia și în noua provincie autonomă Kosovo, reacția a fost diferită. Sârbii au văzut noua constituție ca o concesie făcută croaților și albanezilor naționaliști. Etnicii albanezi din Kosovo au văzut crearea unei provincii autonome ca fiind o concesie nesemnificativă și au cerut ca provincia Kosovo să devină o republică constitutivă cu dreptul de a se separa de Iugoslavia. Acest lucru a creat tensiuni în cadrul conducerii comuniste, în special în rândul funcționarilor sârbi comuniști, care au văzut constituția de la 1974 ca o diminuare a influenței Serbiei și care punea în pericol unitatea țării, permițându-le republicilor să se separe.
O criză economică a erupt în anii 1970, cauzată de dezastruoasele erori comise de guvernele iugoslave, cum ar fi vastele cantități de împrumuturi din Occident, cu scopul de a finanța creșterea economică, prin exporturi. Economiile occidentale au intrat, apoi, în recesiune, blocând exporturile iugoslave și au creat o mare problemă de restanță. Ulterior, guvernul iugoslav a acceptat ajutorul din partea Fondului Monetar Internațional.
În 1989, conform surselor oficiale, 248 de firme au falimentat sau au fost lichidate și 89.400 muncitorii au rămas șomeri. În primele nouă luni din 1990, imediat de la adoptarea programului de la FMI, alte 889 de întreprinderi împreună cu 525.000 de muncitori au avut aceeași soartă. Întrucât întreprinderile au încercat diferite metode pentru a evita falimentul, nu s-au achitat salariile, în timpul primelor luni din 1990, pentru aproape 20% din forța de muncă, sau o jumătate de milion de oameni. Cele mai mari  firme falimentate și cea mai mare perioadă de șomaj au fost în Serbia, Bosnia și Herțegovina, Macedonia și Kosovo. S-a ajuns la situația ca o scădere ușoară a cifrei afacerilor să fie considerată drept un adevărat câștig. În aceste condiții, programele sociale s-au prăbușit, creând în cadrul populației o atmosferă de disperare și inutilitate socială. Acesta a fost un punct de cotitură critică în evenimentele care urmau.

### Începuturile destrămării
Deși Constituția din 1974 a scăzut puterile instituționale și materiale ale guvernului federal, autoritatea lui Tito a fost slab substituită, în acest punct, până la moartea sa în 1980.

### Destrămarea

Destrămarea RSF Iugoslavia.

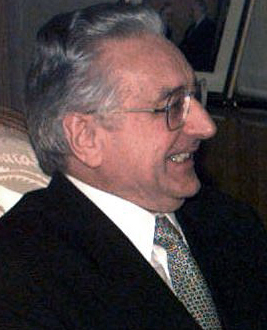
Președintele croat Franjo Tuđman a refuzat să organizeze Croația pe criterii etnice, fapt care a mâniat naționaliștii sârbi, care doreau să rămână în uniune cu Serbia. Acest lucru a dus la izbucnirea violenței și a războiului dintre sârbi și croați, după declararea independenței Croației, care s-a încheiat în ceea ce mulți consideră a fi fost o purificare etnică a sârbilor dintr-o parte a Croației (Slavonia).

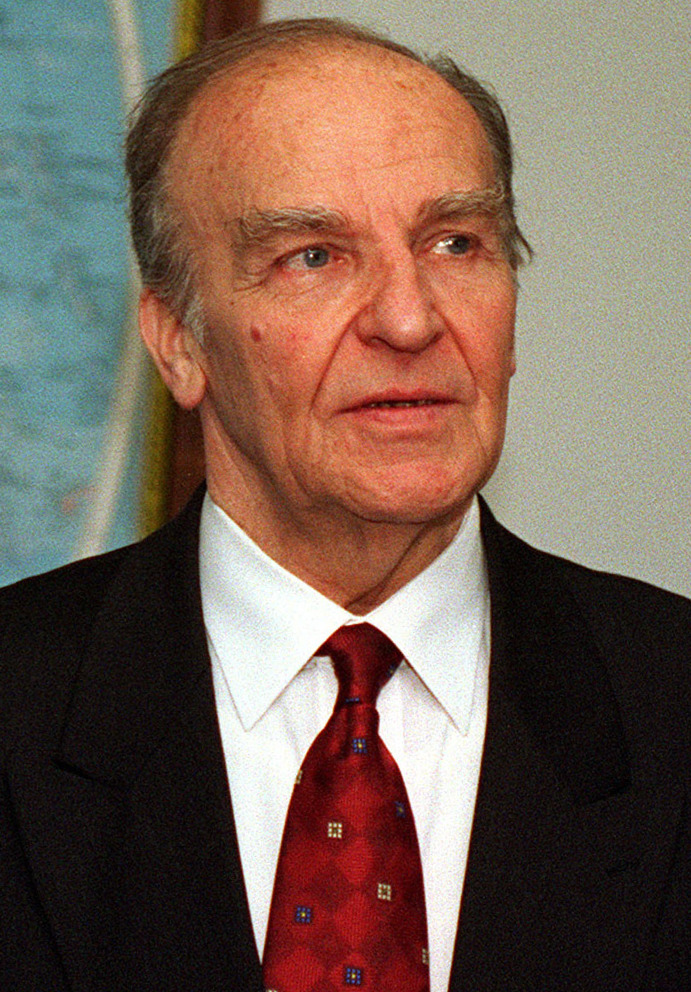
Președintele bosniac Alija Izetbegović a împins Bosnia spre independență, susținând că el nu ar permite Bosniei să devină parte a unei Serbiei Mari, pe care el o acuza că este o creație sponsorizată de guvernul sârb. Proclamarea independenței Bosniei a fost împotriva dorinței sârbilor bosniaci de a rămâne în Iugoslavia, ceea ce a dus la distrugătorul război bosniac.

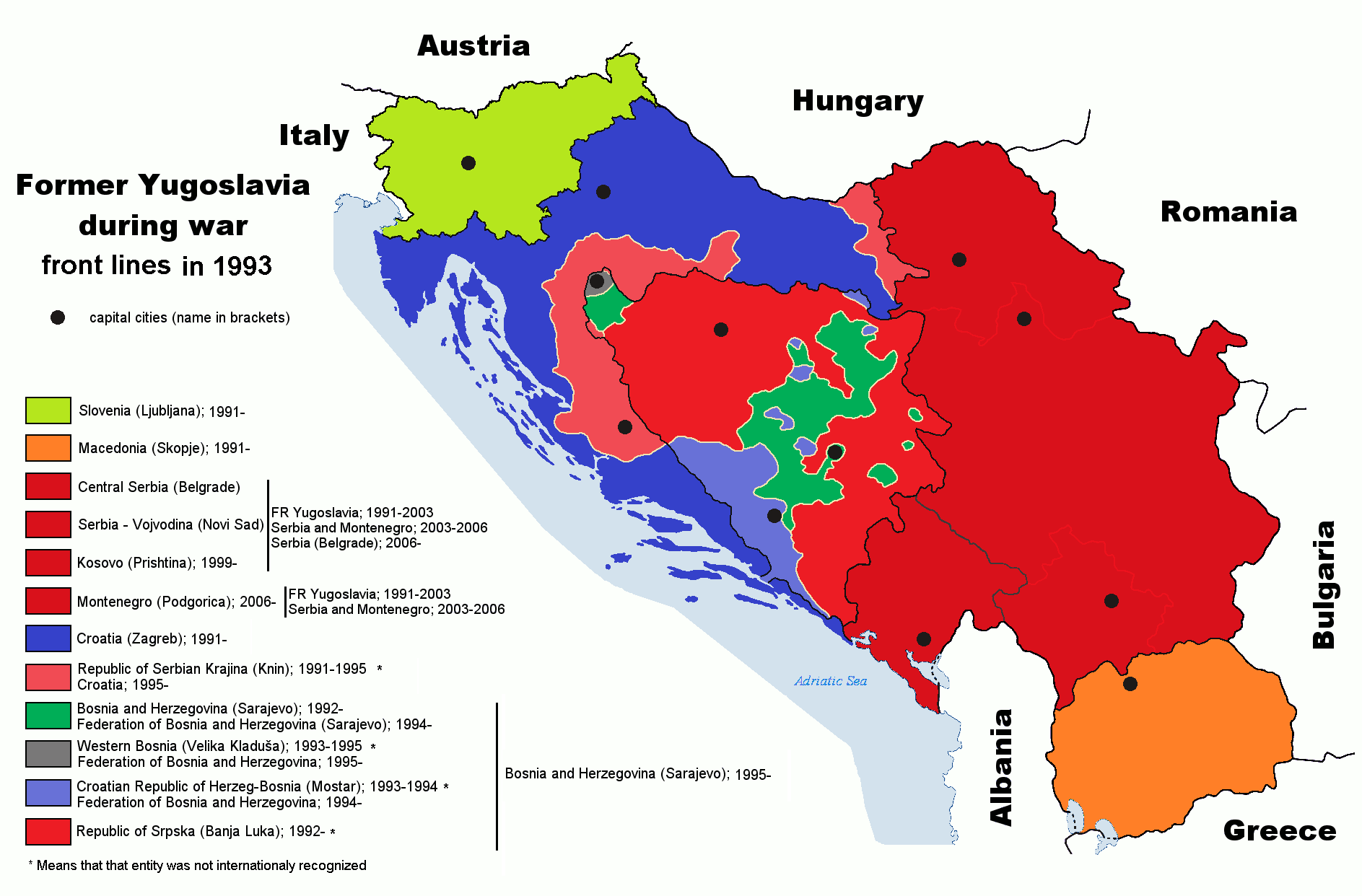
Frontierele în timpul Războaielor iugoslave din 1993.

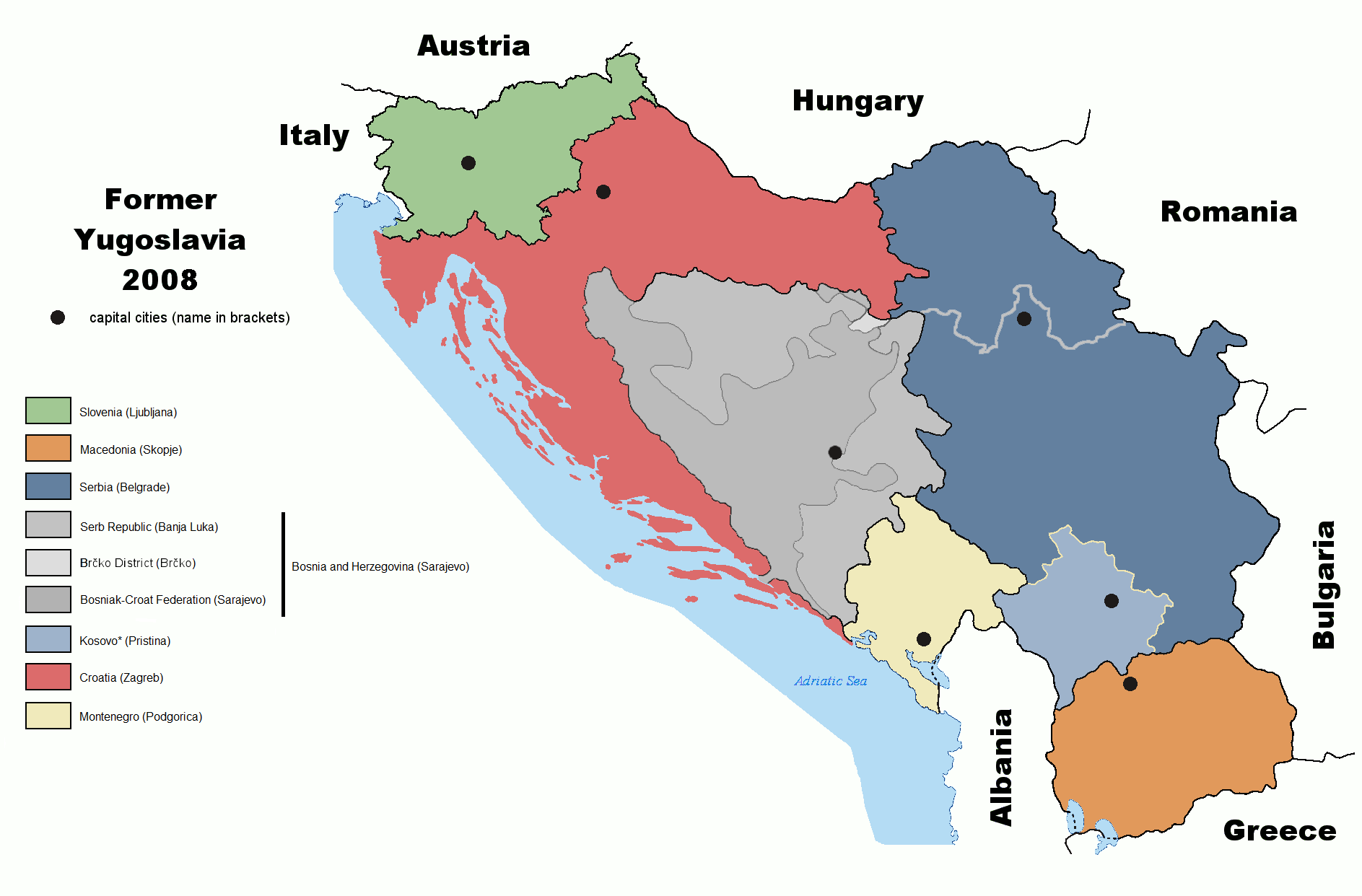
Statele din fostul teritoriu iugoslav în 2008

După moartea lui Tito, la 4 mai 1980, tensiunile etnice s-au intensificat în Iugoslavia. Constituția din 1974 a lăsat o moștenire care a fost folosită de așa natură încât a condus sistemul decizional într-un impas fără ieșire, cu atât mai mult cu cât conflictul de interese devenise ireconciliabil. Crizele constituționale care au urmat inevitabil au dus la ascensiunea naționalismului în toate republicile: Slovenia și Croația au făcut cereri pentru relații mai slabe în cadrul federației, majoritatea albaneză din Kosovo a cerut statut de republică, Serbia, dimpotrivă, a solicitat absolutul, nu doar dominația relativă asupra Iugoslaviei. În plus, obiectivul croaților pentru independență a dus la numeroase revolte ale comunităților sârbe din Croația, care încercau să se separe de republica croată.
În 1986 Academia Sârbă de Științe și Arte a redactat un memorandum pentru a aborda problema în ceea ce privește situația sârbilor ca fiind cel mai mare grup etnic din Iugoslavia. Influența Serbiei, cea mai mare republică iugoslavă ca suprafață și populație, asupra provinciilor Kosovo și Voivodina a fost redusă de Constituția din 1974. Pentru că cele două provincii autonome au avut, de facto, prerogative de republici pe deplin dezvoltate, Serbia nu a mai putut interveni, deoarece guvernul republican a fost împiedicat să mai ia decizii care să se poată aplica provinciilor. Având în vedere că provinciile au avut un vot în cadrul Președinției Consiliului Federal (un consiliu de opt membri format din reprezentanții celor șase republici și celor două provincii autonome), uneori chiar au intrat în coaliție cu celelalte republici, astfel învingând votul Serbiei. Impotența politică din Serbia a făcut posibil ca alte persoane să exercite presiuni asupra celor 2 milioane de sârbi (20% din totalul populației sârbe), care locuiau în afara Serbiei.
Slobodan Miloșevici, liderul comunist sârb, a încercat să restabilească precedenta suveranitate a Serbiei din 1974. Alte republici, în special Slovenia și Croația, au denunțat această mișcare ca o renaștere a marii hegemonii sârbești. Miloșevici a reușit să reducă autonomia provinciilor Voivodina și Kosovo, dar acestea două dețineau un vot în Consiliul Prezidențial al Iugoslaviei. Actul cel mai important care a redus influența precedentă a Serbiei se putea folosi pentru a o spori: la consiliul celor opt entități membre, Serbia se putea folosi de minimum patru voturi: Serbia Centrală, fostul aliat Muntenegru, Voivodina și Kosovo.
Ca urmare a acestor evenimente, minerii albanezi au organizat greve, care a dus la conflicte etnice între albanezii și ne-albanezii din provincia Kosovo. Aproape 80% din populația provinciei, în anii 1980, erau albanezi. Numărul etniilor slave (în special sârbi) a scăzut din mai multe motive, printre care tensiunile etnice și, ulterior, părăsirea precipitată a regiunii, astfel că, până în 1999, slavii formau 10% din populație.
Între timp, Slovenia, sub președintele Milan Kučan, și Croația îi susțineau pe minerii albanezi și efortul lor pentru recunoaștere oficială. Grevele inițiale s-au transformat în proteste de masă, cerând o republică kosovară. Acest lucru a înfuriat conducerea Serbiei, care a continuat să folosească poliția, iar, ulterior, chiar și Armata Federală a fost trimisă în provincie, prin ordinul dat de majoritatea sârbă în Consiliul Prezidențial al Iugoslaviei.
Congresul Ligii Comuniștilor din Iugoslavia a fost convocat în ianuarie 1990. În cea mai mare parte, delegațiile slovenă și sârbă au discutat despre viitorul Ligii Comuniștilor din Iugoslavia. Delegația sârbă, condusă de Miloșevici, insista ca politica „un om, un vot” să fie aplicată, împuternicind populația sârbă. În schimb, slovenii, susținuți de croați, au căutat să reformeze Iugoslavia prin implementarea unei puteri și mai mari pentru republici, dar nu a fost votată. Drept urmare, delegația slovenă și, în cele din urmă, și cea croată, au părăsit congresul, iar întregul Partid Comunist din Iugoslavia a fost desființat.